# Arnold Bögli
Arnold Bögli, né le 30 mai 1897, est un lutteur libre suisse.
Il obtient la médaille d'argent olympique en 1928 à Amsterdam en catégorie poids mi-lourds.